# 斯凱恩
斯凱恩（丹麥語：Skjern），丹麥日德蘭半島上的一座鐵路鎮，靈克賓-斯凱恩市鎮的兩個行政中心之一（另一個是靈克賓）。人口7,843人（2020年）。

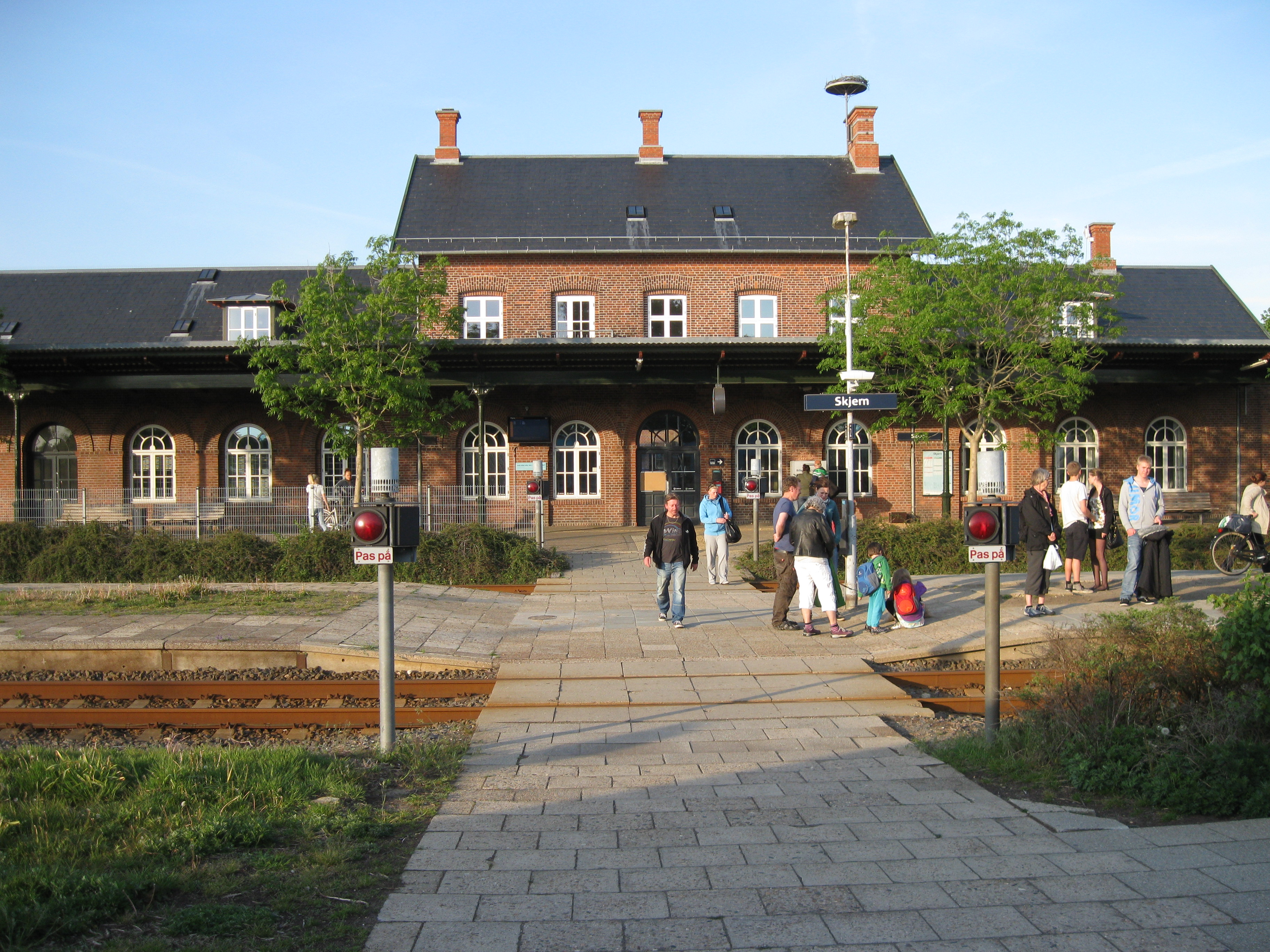
斯凱恩